# Giovanna Marini
Giovanna Marini (Róma, 1937. január 19. – Róma, 2024. május 8.) olasz zeneszerző-előadónő, etnozenei és folklórkutató. Sokrétű tevékenysége az olasz népzenei hagyomány tanulmányozásának, kutatásának és előadásának egyik legfontosabb alakjává tette, de saját dalainak és kantátáinak szerzője is.

„A balladáim, de a kvartettjeim is olyan történetek elbeszélése óhajából születnek, amelyek velem vagy körülöttem esnek meg. Kissé a balladák módján. Mindig is szerettem történeteket mesélni.”

– Ignazio Macchiarella: Il canto necessario c. művében Nota, Udine, 2005

## Élete
Giovanni Salviucci (1907–1937) és Ida Parpagliolo (1904–1994) zenészek családjában született. Édesapját röviddel születése után elveszítette, 1959-ben a római Santa Cecilia Konzervatóriumban végzett klasszikus gitár szakon, ahol az akkori legnagyobb klasszikus gitárosnál, a spanyol Andrés Segoviánál tökéletesítette tudását és gyakorlatát. Ugyanakkor az olyan ősi vonós hangszerek tanulmányozásának és gyakorlásának szentelte magát, mint például a lant, amelyet a Concentus Antiqui del m. Quaranta együttes tagjaként művelt. 
A Marini családi nevet Pino Marini atomfizikussal kötött házassága után vette föl, és minden művészeti produkcióban használta. Válásuk előtt rövid ideig együtt éltek Bostonban, az Egyesült Államokban, és ez az élmény inspirálta Amerikáról beszéljek nektek című könyvét.
Giovanna Marini a hatvanas évek elején kötött személyes ismeretséget az olasz néphagyomány jelentős értelmiségieivel és tudósaival, akik közül kiemelkedett Pier Paolo Pasolini (akivel való találkozását maga Marini mesélte el élő felvételen, amely a mai napig Pasolini karakterének és cselekvési módjának legjobb leírásai), Italo Calvino (aki Cantacronache dalszövegeinek szerzője is), Roberto Leydi, Gianni Bosio, Diego Carpitella, Alberto Mario Cirese, Cesare Bermani, Giulio Angioni és Alessandro Portelli.
A társasági éneklés felfedezése, vagy annak, amit valószínűleg magára Giovanna Marinire (vagy Alberto Mario Ciresére, Tradizioni orali non cantata című művével) definiálva kezdenek énekelt szótörténetként definiálni. a történelmi események népszerű rögzítésének érzete a névtelen szerzemény és szóbeli terjesztésű dal kitüntetett hangszerén keresztül (még mindig aktív Olaszországban a hatvanas években és a tisztán vidékiből városi-iparivá átalakuló társadalomban).
A Nuovo Canzoniere Italianóval részt vett a Festival dei Due Mondi 1964 alatt a Roberto Leydi és Filippo Crivelli által készített Bella ciao című műsorban. Az esemény botrányt kavart, cenzúrakísérleteket és parlamenti kérdéseket indukált az O Gorizia tu sei maledetta előadásában olyan népművészekkel együtt, mint Giovanna Daffini, Caterina Bueno, Ivan Della Mea és Michele Straniero. Ezt az első világháború alatt írt dalt egy antimilitarista verssorral adták elő, amely így szólt: „Árulók, hivatalos urak / akik háborút akartak / megvett mészárosok / és a fiatalok tönkretevői”, ami után zavargások törtek ki a teremben a fiatal tiszti kadétok és a konzervatív burzsoázia között az egyik oldalon, akik a Fekete arcot skandálták, a másik oldalon pedig a baloldali közvéleményt, akik a Vörös zászlóval válaszoltak, és aminek következtében feljelentést tettek az előadás szervezői ellen a fegyveres erők megsértése miatt.
Továbbra is bejárja az egész Appennini-félszigetet, népszerű dalok végtelen tömegét gyűjtve olaszul és különböző dialektusokon és regionális nyelveken. Ez a Nuovo Canzoniere Italiano alapító magja, amellyel Giovanna Marini az úgynevezett Nuova canzone politica jelentős olasz énekes-dalszerzői által alkotott csoportokkal együtt lép fel, mint például Ivan Della Mea, a velencei Gualtiero Bertelli és Giovanna Daffini, egy „paraszténekes”, akitől Marini megtanulta a sajátos énekintonálást és repertoárt), Paolo Pietrangeli (akivel a híres Valle Giulia és Contessa második hangját rögzítette), Caterina Bueno, a Duo di Piadena és a szardíniai Pastori di Orgosolo. Együttműködik a híres szárd nyelvű költővel, Peppino Marottóval is, akitől a rögtönzött népi versírás művészetét tanulja. Giovanna Marini az Istituto Ernesto De Martino alapkövévé válik, amelyben összegyűjti az általa felfedezett és katalogizált hatalmas mennyiségű népdalt, és ehhez még egy speciális kottarendszert is létrehoz. Az övé az emlékek átírásának igazi alkotása, amely lehetővé teszi számára, hogy a színpadra vigye őket.
A népzenei kutatások keretében különös jelentőséggel bír az 1960 és a hetvenes évek eleje között Salentóban gyűjtött hanganyag. Giovanna Marini tevékenysége olyan műsorokkal és kezdeményezésekkel folytatódik, amelyek beírták az olasz népszerű hagyományok helyreállításának történetét, mint például a Ci ragiono e canto (1965), amelyben zenei asszisztensként dolgozik Dario Fóval. Emellett elkezdett hosszú balladákat (pontosabban kantátákat) komponálni, amelyekben elmeséli tapasztalatait, és amelyeket egyedül tolmácsol a színpadon, kizárólag gitárral kísérve. Így születtek meg a Vi parla dell'America (1965), a Chiesa Chiesa (1967) és más, az Eroéig (1974) felvezető kompozíciók.
Egyike volt az első zenészeknek, akik a római Scuola Popolare di Musica di Testaccióban tevékenykedtek, amelynek ő volt az elnöke és jelenleg tiszteletbeli elnöke. Ott végre talált más zenészeket, akikkel együtt játszhatott: Giancarlo Schiaffini, Michele Iannaccone és Eugenio Colombo. Megírta a The Great Mother Goes Wild (1979), a hangszerek és hangok írását pedig A császár ajándékával (1983) és a Requiemmel (1985) foglalkozott. A francia forradalom kétszázadik évfordulójára, 1989-ben megzenésítette az Emberi Jogok Egyetemes Nyilatkozatát.
Ezzel egyidejűleg, és kiemelendő etnomuzikus-kutatóként betöltött rendkívüli jelentőségét, Giovanna Marini megkapta az SPMT alkalmazott etnomuzikológia tanszékét. 1991 és 2000 között Giovanna Marini a párizsi Université Paris 8 Vincennes-Saint-Denis etnomuzikológia tanszékvezetői székét is betöltötte. Római és párizsi tanítványaival tanulmányutakra ment, hogy meghallgassák és leírják az Olaszországban még ma is jelenlévő szájhagyomány énekeit vallási és profán ünnepeken. 1976-ban megalapította a Vocal Quartetet azzal a céllal, hogy többszólamú szándékkal írt zenét adjon elő. Többek között a Correvano coi carros (1977) kantáták, a Cantate de tous les jours, amelyet a Saint Denis-i Gérard Philippe színház 1980-ban készített, a déli mesemondók sémáit idéző narratív szerkezettel, a Cantate profane à quatre voix. 1990-ben a párizsi Théâtre de la Bastille, Jack Lang francia kulturális miniszter kezdeményezésére, Bbemolle-O dell'ineffabile incertificazione del nontemperate (1999), A rövid évszázad kantátája ( Eric Hobsbawm történelmi munkája ihlette, The Short Century) 2001-ben a lausanne-i Théâtre de Vidyben mutatták be. A kilencvenes évek óta a kvartett Giovanna Marini, Patrizia Nasini, Patrizia Bovi és Francesca Breschi alkotja.
2000 nyarán Marco Paolinivel együtt dolgozott a Canto per Ustica című performanszprojekten, a narrátornak és a kórusnak szánt tragédián, amely a huszadik század végi Olaszország egyik legelviselhetetlenebb történetéről, amely az 1980. június 27-én az Usticai tenger felett felrobbantott utasszállító repülőgépről szól. 2002-ben Giovanna Marini Francesco De Gregorival rögzítette az Il whistle del vapor című albumot, amely soha nem látott eladási sikert ért el, és negyven év után tette ismertté nevét a nagyközönség számára. Ugyanebben az évben komponálta a Villarosa zenéjét, Enzo Alaimo drámáját belgiumi emigrációról, amelyet a Gibellina Fesztiválon adtak elő.
2004-ben többek között megzenésítette Ballad of Reading Prison és Oscar Wilde De Profundis című művét. 2005-ben az AngelicA nemzetközi kortárs zenei fesztiválra Pasolini Le ceneri di Gramsci című szövegére komponálta a zenét a bolognai Arcanto kórus előadásában, amely kiadta a Le ceneri di Gramsci – Oratorio a multi vocidal canto di oral című albumot. hagyományt a szerző madrigáljához 2006-ban. 2011-ben az Il canto del mio tempo volt a Pasolini-esemény tanúja a perugiai Külföldiek Egyetemének Aula Magnájában, amely a dialektus és a népdalok nagy értelmiségi alakjára összpontosított Gianni Borgna kritikussal együtt. Valentino Paparelli antropológus, a Salento Sud Sound System csoport és az esemény megalkotója Giuseppe Sterparelli.
2012-ben a Scuola Popolare di Musica di Testaccio bemutatja a Spesso Il male di vivere ho incontrato (Gyakran az élet gonoszsága), Montale és Leopardi in musica, Giovanna Salvucci Marini két oratóriuma énekkvartettre (Quartetto Urbano), szaxofonkvartett (4 Venti), szólisták (Germana Mastropasqua, Patrizia Rotonda, Flaviana Rossi) és a Coro Favorito, Eugenio Montale és Giacomo Leopardi szövegeihez, Christa Wolf Cassandra és Szophoklész Antigoné idézeteivel, zenei rendezője Xavier Rebut.
2015-ben a Monte Porzio Catone Városi Zeneiskolával együttműködve támogatta az I. Szent Dal Fesztivál, a Cantate Domino, a komolyzene és a paraszti zene találkozásának létrehozását azzal a céllal, hogy a népzenét és a paraszti zenét összehozza klasszikus zene a szentség kifejezésére szájhagyományos dalokon, többszólamú kórusokon és énekcsoportokon keresztül. A MIBACT által elismert Pasolini 1975/2015-ös kezdeményezések részeként színpadra viszi a Sono Pasolini című oratóriumot kórusra és szavalóhangra: a hang Pasolinit íróként, kritikusként és esszéíróként azonosítja, aki a Boldogtalan fiatalok című kötetből olvassa fel az evangélikus leveleket és a Kórust, mint a költő azonosítását, aki a La nuova ifjúság friuli verseinek szavaival hallgat, énekel és kommentál. A projektben két párhuzamos produkció vett részt, amelyek Pasolini életében két városhoz, Bolognához és Rómához kapcsolódnak. Az első, koncert formában, a Coro Arcanto di Bolognával Gloria Giovannini rendezésében (európai premierként a 12. Voix de Femmes fesztiválon – Teatro di Liège), a második pedig színpadi formában, rendezővel és beszédhanggal. Enrico Frattaroli és a Coro Favorito a Testaccio Népzenei Iskolából Patrizia Rotonda rendezésében. Ebben az értelemben Modernebb minden modernnél. Pasolini Bolognában (2015. szeptember – 2016. március), a bolognai önkormányzat és a Cineteca di Bologna Alapítvány által támogatott különleges projekt, amely a Giuseppe Bertoluccinak szentelt Te Deum per un amici című művét három szólamra, női kórusra és vegyeskarra komponálja és színpadra állítja az Arcanto előadására. A Bolognai Kórus, amely Georges Bernanos Karmelita apácák párbeszéde című művének librettójából merít ihletet. 2016-ban folytatódik az együttműködés a Monte Porzio Catone Városi Zeneiskolával, és gondoskodik a 2. Cantate Domino, a La Cantata Narrativa és az Epico Lirica fesztivál létrehozásáról.
Ennyi év alatt rengeteg zenét írt színháznak és mozinak: Attilio Corsini, Marco Mattolini ( A póknő, L'ècole des femmes, Funerale, Pentesilea, Robinson Crusoe, a York-i kereskedő, Nora Helmer) műveit rendezte. szerző: Carlo Quartucci), Ascanio Celestini gyára ; moziba: Citto Maselli összes munkája 1967-től (Nyílt levél egy esti újságnak, Szerelmi történet, Gyanú, A hat munkás, Hajnal, Egy fotós kalandja, Magánkód, A titok, A harmadik évezred krónikái), Café Express – Nanni Loy, Terminal – Paolo Breccia, Teresa Raquin – Giancarlo Cobelli és mások. 2016-ban az ő zenéje volt az Un Paese di Calabria című dokumentumfilm filmzenéje, amely Riace önkormányzatának történetét mutatja be.
2019-ben Giovanna Marini A sud della musica – La Voce Libera című dokumentumfilmje, amelyet Giandomenico Curi rendezett és a Salento produkciós cég, a Meditfilm készített, érthetetlen cenzúra-epizódot szenvedett el. Egyelőre tisztázatlan okok miatt a kiállító úgy dönt, hogy törli a meghirdetett filmet a menetrendből. Tom-tam a közösségi oldalakon feljelenti az esetet. A filmet a következő hetekben más genovai mozikban is bemutatták néhány egyesület mozgósításának köszönhetően, amelyek támogatták a művészt és a film producereit.
2021-ben, az Olasz Kommunista Párt születésének századik évfordulója alkalmából felügyelte az Il Party színpadra állításának koncertjét. A műsor Fausto Amodei eredeti partitúrájából készült, Camilla Ravera „Harminc év naplója” című művéből. ", a Testaccio Népzenei Iskola Inni e Canti di Lotta Kórusának előadására, Sandra Cotronei rendezésében. (Piccola Orchestra rendezésében: Giulia Accardo. Mise en espace: Antonella Talamonti. Rajzok: Maria Chiara Calvani). Ugyanebben az évben előadóként részt vett a Chieffo Charity Tribute című kollektív albumon (a katolikus énekes-dalszerző, Claudio Chieffo dalgyűjteménye), amely a Stella del giorno dal nagyon személyes változatát javasolta. 2023-ban részt vesz a Stupore Trecciani olasz nyelvű fesztiválon.

## Díjai
- 1983 – Tenco-díj
- 1988 – Az UBU kritikusainak különdíja a Les Troyennes d'Euripides zenéjéért
- 1995 – Az UBU kritikusainak különdíja az I turcs tal Friul zenéjéért
- 1997 – Commandeur des arts et des Letres
- 2003 – Tenco emléktábla
- 2004 – az Olasz Köztársaság parancsnoka[27]
- 2004 – Nonino-díj életműért
- 2006 – Maria Carta-díj[28]
- 2006 – Scanno zenei díj
- 2006 – Palmi-díj
- 2007 – Montalcino- díj a zenéért
- 2007 – Charles Cros életműdíj[29]
- 2009 – Loano városának nemzeti díja[30]
- 2012 – Enotria-díj. Perticara gárda
- 2014 – Agerola életműdíj[31]
- 2014 – Életműdíj. Genova – Mediterrán Fesztivál
- 2015 – Sarzana „Corde & Voci per Dialogue and Rights” díja[32]
- 2015 – Életműdíj. Carpino Folkfesztivál
- 2016 – Renato Nicolini-díj[33]
- 2017 – Művészi Különdíj. „La Zampogna” Fesztivál XXIV. kiadás – Maranola (LT) [34]
- 2017 – Golden Catone – Monte Porzio Catone
- 2017 – A megmaradt emlék – Cervara Róma díszpolgára
- 2018 – Concetta Barra-díj – Procida-sziget[35]
- 2019 – Valsusa Filmfest – Bruno Carli-díj, amiért életben tartotta a zenei és populáris hagyomány emlékét, elmesélte a munkások, gazdálkodók küzdelmeit, és hangot és megváltást adott az utolsónak, olyan élettörténeteknek, amelyek soha nem jutottak volna el nagyszerű közönség
- 2019 – Anassilaos Music Award Zenész, énekes-dalszerző, az olasz folklór tudósa, az olasz populáris zenei hagyomány tanulmányozásának, kutatásának és előadásának egyik legfontosabb alakja.
- 2019 – Sila '49 életműdíj . A huszadik század olasz énekének nagy alakjai közül kiemelkedik kutatásainak összetettségével, a nagy politikai eszmék, az etnológiai és folklorisztikai kutatások, a hosszú tanítási tapasztalatok, a felbecsülhetetlen számú koncert kereszteződésével, amelyek a pályafutás folytatását jelzik. a divatok menedékében anélkül, hogy valaha is átadná magát a piac könnyű csábításainak.[36]
- 2022 – A Terni Filmfesztivál XVIII. kiadása: A legjobb filmzene a Giovanna Marini – egy hang történetei, Olaszország
- 2023 – A Népek közötti Párbeszédért Tanulmányok Nemzetközi Ferences Központja által népszerűsített és szervező XXXI. Nemzetközi Díj „Assisi Szent Ferenc és Klára” a népek és kultúráik közötti párbeszédért

## Könyvei
- 2004 – Olaszország, meddig vagy (L'Epos, Palermo, ISBN 978-88-8302-255-5)
- 2004 – Giulia Accardo: Elénekli Giovanna Marini történetét . Balladák és kompozíciók énekkvartettre (BSPMT)
- 2005 – Egy reggel felébredtem (Rizzoli, ISBN 978-88-17-00438-1)[37]
- 2005 – Ignazio Macchiarella : A szükséges dal. Giovanna Marini zeneszerző, tanár és előadóművész (Nota, Udine, ISBN 978-88-6163-012-3)
- 2017 – Paolo Crespi: Szeretném. Giovanna Marini leckéje (Castelvecchi Editore, ISBN 978-88-69-44812-6)
- 2019 – Utazás Giovanna Marinivel: Xavier Rebut tanítási, kutatási és zenei alkotás élménye (Nota – Udine, ISBN 978-88-61-63161-8)
- 2021 – Chiara Ferrari: A folk női. Énekeld az utolsókat. A tegnapi csatáktól a maiakig (Edizioni Interno4 – ISBN 978-88-85-74759-3)
- 2022 – Giandomenico Curi: "Il me paìs al è colòur smarit". Pier Paolo Pasolini és Giovanna Marini (Besa muci – ISBN 978-88-36-29271-4)

## Diszkográfia

### EP
- 1963 : Lu picurare. Népszerű dalok Abruzzóból ( I disco del sole, DS 21)
- 1965 : Az elhidegültek. Szardíniai népszerű dalok ( I disco del sole, DS 46)

### LP
- 1965 : Bella ciao dalai ( I disco del sole, DS 101/103; a Nuovo Canzoniere Italianóval – újrakiadás CD-n, I disco del sole /Bravo Records BR128553735-2, 1989)
- 1966 : Ci ragione e canto ( I disco del sole DS 119/21; a Nuovo Canzoniere Italianóval – újrakiadás CD-n, I disco del sole /Bravo Records 128553745-2, 1989)
- 1966 : Amerikáról beszélek neked ( I disco del sole DS 128/130 – újrakiadás CD-n, I disco del sole /Bravo Records BR128553711-2, 1989)
- 1967 : Chiesa Chiesa (I disco del sole, DS 149/151 – CD újrakiadás, I disco del sole /Bravo Records BR128553717-2, 1989)
- 1968 : Éljen a szórakozás. Viva Voltaire és Montesquieu (I disco del sole, DS 170/172 – újrakiadás CD-n, Warner Music Italia/Ala Bianca, 8012855422724, 2019)
- 1969 : La vivazione (I Dischi dello Zodiaco, VPA 8143)
- 1970 : Controcanale 70 (I disco del sole, DS 1003/5)
- 1972 : A hajó (ez tiszta formalitás); Az alkotó (vagy Az anya nevében) (I disco del sole, DS 1015/17 – újrakiadás CD-n, I disco del sole /Bravo Records BR128553714-2, 1989)
- 1974 : L'eroe (új ballada) ( I disco del sole DS 1036/38 – újrakiadás CD-n, I disco del sole /Bravo Records BR128553764-2, 1989)
- 1976 : Vonatok Reggio Calabriába ( I discs del sole, DS 1066/68 – újrakiadás CD-n, I discs del sole /Bravo Records BR128553744-2, 1989)
- 1978 : Futottak a kocsikkal ( I disco del sole, DS 1096/98 – újrakiadás CD-n, I disco del sole /Bravo Records BR128553733-2, 1989)
- 1979 : La grande madre impazzita 1 ( I disco del sole, DS 1108/10 – újrakiadás CD-n, Warner Music Italia/Ala Bianca, 8012855422922, 2019)
- 1979 : La grande madre impazzita 2 ( I disco del sole, DS 1111/13 – újrakiadás CD-n, Warner Music Italia/Ala Bianca, 8012855422922, 2019)
- 1980 : Cantate de tous les jours ( Le chant du monde, LDX 74737)
- 1982 : Cantate de tous les jours vol. 2 ( Le chant du monde)
- 1983 : Quatuor ének ( Le chant du monde, LDX 74778)
- 1984 : Le cadeau de l'Empereur ( Le chant du monde, LDX 74836/7)
- 1985 : Pour Pier Paolo ( Le chant du monde, LDX 74826 – CD újrakiadás, Le chant du monde LDC 274907, 1989)[38][39]
- 1986 : Requiem. Az öt szoba kantátája ( Ariola 805074-924; megjelent Németországban – CD újrakiadás, I disco di Angelica, IDA 015, 2000)

### 45-ös kislemez
- 1967 : Amit nem mondasz / A piros vonal ( Linea Rossa, LR 45/3 ; Ivan Della Meával)
- 1977 : Szükségem van rád/Ha tudod, hogy tudsz repülni ( CAM, AMP 205)

### CD
- 1988 : Bella Ciao. Chansons de peuple en Italia (Harmonia Mundi HMA195734)
- 1989 : Les Troyennes (D'après Euripide Gibellina – 1988. szeptember) (Igloo – IGL 076)
- 1991 : Cantata profana (Silex-Audivis, Párizs – Y225010)
- 1994 : La vie au-dessus et au-dessous des mille mètres (Silex-Audivis, Párizs – Y225033)
- 1996 : Oresteia Aischylos (Igloo – IGL 131)
- 1996 : Indulás – Húsz évvel Pier Paolo Pasolini halála után (Silex-Auvidis, Párizs – Y225065)[40]
- 1998 : Mellékes zene. Turcs tal Friul, Antigone, L'assemblée des femmes (Megjegyzés, CD 268, Udine)
- 1998 : Cantate kantáta (Chorus-Auvidis, Párizs)
- 1999 : B lakás . Vagy a temperálatlanok kimondhatatlan bizonytalanságáról (Megjegyzés, CD 284, Udine)
- 1999 : Le chant de la terre. Giovanna Marini és Micrologus énekkvartett (Opus 111)
- 2000 : Repülő lapok: Harci dalok. Az SPMT Himnuszok és Harci Dalok Kórussal és a Testaccio Popular School of Music Banddel Silverio Cortesi rendezésében (Zenei anyagok Il manifesto, CD 054)[41]
- 2001 : kantáta Pier Paolo Pasolininek (Nota, CD 245, Udine)
- 2002 : A rövid évszázad kantátája – Patrizia Bovi, Francesca Breschi, Giovanna Marini, Patrizia Nasini (Nota, Udine) kantáta[42]
- 2002 : The Steam Whistle ( Columbia /Caravan COL 510218 1; Francesco De Gregorival)[43]
- 2003 : Jó reggelt és jó estét ( Sony Music /Caravan, CAR 512077 2)[44]
- 2003 : Villarosa (hanganyagok B0002F4C6G; Note, CD 501, Udine) Enzo Alaimoval
- 2004 : Szenvedélyek ( Sony Music /Caravan, 8828)
- 2004 : Giovanna Marini Salento (il manifesto)[45][46]
- 2005 : Szórólapok '2: Szülőföldünk az egész világ . Az SPMT Himnuszok és Harci Dalok Kórussal és a Testaccio Popular School of Music Banddel Silverio Cortesi ( Társulat Nuove Indye) rendezésében[47]
- 2006 : Antológia (White Wing)
- 2006 : Gramsci hamvai – Oratórium többszólamú (Nota, Udine)[48]
- 2006 : The Ballad of Reading Gaol . Oscar Wilde – Umberto Orsinivel (Nota, Udine)
- 2007 : The Tower of Babele – Kanáta Patrizia Bovi, Francesca Breschi, Giovanna Marini, Patrizia Nasini (Nota, Udine) hangjára[49][50]
- 2008 : La pigna minigna crocigna (Nota, Udine)
- 2009 : Egy ország azt jelenti ( il manifesto ; Note, Udine)
- 2011 : Dicső dalok egy remegő szülőföldért – Giovanna Marini és Quartetto Urbano (Nota, Udine)
- 2012 : Lady of Carlisle (Nota, Udine)
- 2012 : A kígyók szemszögéből – Egy kantáta Patrizia Bovi, Francesca Breschi, Giovanna Marini, Patrizia Nasini (Nota, Udine) hangjára[51]
- 2012 : Gyakran találkoztam az élet fájdalmával. Montale és Leopardi a zenében (Nota, Udine)
- 2015 : Olaszország messze földön (Finisterre, FT64; Francesca Breschivel)[52]
- 2016 : Jo i soj – Emlékezés Pasolinira (Nota, Udine)[53]
- 2017 : És van egy lázadó gondolat a szívemben! – Két évszázados megénekelt olasz történelem. Giovanna Marini, Himnusz- és Harcidalkórus és Testaccio Népzenei Iskola zenekara (Nota, Udine)[54]
- 2019 : Cantata a Riace (Nota, Udine. BN CD 589)
- 2019 : Giovanna Marini Matteo Salvatore-t énekli (Nota, Udine. BN CD 593)
- 2022 : Arcanto Kórus: Te Deum egy barátnak. Giuseppe Bertoluccinak ajánlva. 3 női hangra, gyermekkórusra, női kórusra, két vegyes kórusra (IDA 049 – 2022)

### Kollektív albumok
- 1992 : Angelica 91 (CAICAI-001-CD)
- 1999 Roba di Amilcare (I Dischi Del Club Tenco – DDCT 128553800-2)
- 2018 : Szeresd azokat, akik szeretnek téged – Az élet idői, amelyeket nők énekelnek (Ala Bianca Records – Istituto Ernesto de Martino)
- 2018 : Vége a hatvannyolcnak? 50º (Ala Bianca Records)
- 2019 : Polgári naptár. Az olaszok világi, népi és demokratikus emlékezetéért (Megjegyzés, Udine. BN CD 599)

## Dokumentumfilmek
- 1982 : RTS Radio Télévision Suisse ' Giovanna Marini (Dimanche soir. 1982.03.28-i epizód)
- 1995 : Christian Lorre Giovanna Marini, Canta a Memoria (Mouvement, France 3 Corse)
- 2015 : Christian Argentino, Marie-Laure Désidéri Giovanna Marini – La Voix des Invisibles (Acrobates Films)
- 2018 : Rai3 The girls – Rendező: Riccardo Mastropietro (2018-as évad. 2018.02.12-i epizód)
- 2019 : Giandomenico Curi a zenétől délre – Giovanna Marini szabad hangja (Meditfilm)[55]
- 2021 : Chiara Ronchini Giovanna, egy hang történetei (Luce Cinecittà)[56][57]

## Fordítás
- Ez a szócikk részben vagy egészben  a   Giovanna Marini című olasz Wikipédia-szócikk ezen változatának fordításán alapul.  Az eredeti cikk szerkesztőit annak laptörténete sorolja fel. Ez a jelzés csupán a megfogalmazás eredetét és a szerzői jogokat jelzi, nem szolgál a cikkben szereplő információk forrásmegjelöléseként.

## Bibliográfia
- Enciclopedia del rock italiano. Arcana Editrice (2006). ISBN 88-7966-422-0
- Ignazio Macchiarella, Giovanna Marini, Il canto necessario , 2007, ( ISBN 978-2-7427-6468-6)
- Giovanna Marini, Italia, quanto sei lunga.Società Editrice L'Epos
- Giovanna Marini, Una mattina mi son svegliata. La musica e le storie di un'Italia perduta, Rizzoli, 2005